# جام جهانی والیبال مردان ۱۹۹۱
اف‌آی‌وی‌بی جام جهانی والیبال مردان ۱۹۹۱ هفتمین دوره از جام جهانی مردان می‌باشد که از ۲۲ نوامبر تا ۱ دسامبر ۱۹۹۱ در ژاپن برگزار گردید. جام جهانی شامل ۱۲ تیم بود: قهرمانان ۵ منطقهٔ جغرافیایی (آسیا، آمریکای شمالی، آمریکای جنوبی، آفریقا، اروپا)، چهار نائب قهرمان، کشور میزبان و دو تیم مهمان (وایلد کارت). سه تیم نخست در هر گروه برای کسب عنوان در دستهٔ نهایی رقابت کردند، نتایج دور مقدماتی در این دور نیز محسوب شد.

## دور یکم
| گروه A در اوساکا و هیروشیما |                     |      |          |
| مکان                        | تیم                 | ست‌ها | امتیازات |
| ۱.                          | ایالات متحده آمریکا | ۱۵:۵ | ۱۰       |
| ۲.                          | اتحاد جماهیر شوروی  | ۱۳:۳ | ۹        |
| ۳.                          | ژاپن                | ۱۱:۶ | ۸        |
| ۴.                          | تونس                | ۷:۱۰ | ۷        |
| ۵.                          | مکزیک               | ۵:۱۳ | ۶        |
| ۶.                          | شیلی                | ۱:۱۵ | ۵        |

| گروه B در گیفو و ماتسوموتو |           |      |          |
| مکان                       | تیم       | ست‌ها | امتیازات |
| ۱.                         | کوبا      | ۱۵:۲ | ۱۰       |
| ۲.                         | برزیل     | ۱۲:۶ | ۹        |
| ۳.                         | کرهٔ جنوبی | ۱۲:۹ | ۸        |
| ۴.                         | آلمان     | ۱۰:۹ | ۷        |
| ۵.                         | الجزایر   | ۴:۱۲ | ۶        |
| ۶.                         | ایران     | ۰:۱۵ | ۵        |

| ۲۲. نوامبر | اتحاد جماهیر شوروی  | تونس               | ۳:۰ |
|            | ایالات متحده آمریکا | شیلی               | ۳:۰ |
|            | ژاپن                | مکزیک              | ۳:۰ |
| ۲۳. نوامبر | ایالات متحده آمریکا | اتحاد جماهیر شوروی | ۳:۱ |
|            | تونس                | مکزیک              | ۳:۱ |
|            | ژاپن                | شیلی               | ۳:۰ |
| ۲۴. نوامبر | اتحاد جماهیر شوروی  | مکزیک              | ۳:۰ |
|            | تونس                | شیلی               | ۳:۰ |
|            | ایالات متحده آمریکا | ژاپن               | ۳:۲ |
| ۲۶. نوامبر | اتحاد جماهیر شوروی  | شیلی               | ۳:۰ |
|            | ژاپن                | تونس               | ۳:۰ |
|            | ایالات متحده آمریکا | مکزیک              | ۳:۱ |
| ۲۷. نوامبر | مکزیک               | شیلی               | ۳:۱ |
|            | ایالات متحده آمریکا | تونس               | ۳:۱ |
|            | اتحاد جماهیر شوروی  | ژاپن               | ۳:۰ |

| ۲۲. نوامبر | کوبا      | الجزایر   | ۳:۰ |
|            | آلمان     | ایران     | ۳:۰ |
|            | برزیل     | کره جنوبی | ۳:۲ |
| ۲۳. نوامبر | آلمان     | الجزایر   | ۳:۰ |
|            | برزیل     | ایران     | ۳:۰ |
|            | کوبا      | کره جنوبی | ۳:۱ |
| ۲۴. نوامبر | کوبا      | برزیل     | ۳:۰ |
|            | الجزایر   | ایران     | ۳:۰ |
|            | کره جنوبی | آلمان     | ۳:۲ |
| ۲۶. نوامبر | کوبا      | ایران     | ۳:۰ |
|            | برزیل     | آلمان     | ۳:۱ |
|            | کره جنوبی | الجزایر   | ۳:۱ |
| ۲۷. نوامبر | کوبا      | آلمان     | ۳:۱ |
|            | کره جنوبی | ایران     | ۳:۰ |
|            | برزیل     | الجزایر   | ۳:۰ |

## دور نهایی
- تمام زمان‌ها براساس زمان استاندارد ژاپن (یوتی‌سی ۹:۰۰+).

### مسابقات برای مکان‌های ۷–۱۱
- میزبان:  توکیو، ژاپن

|      |         |          | مسابقات | مسابقات | ست‌ها | ست‌ها | ست‌ها  | امتیازها | امتیازها | امتیازها |
| رتبه | تیم     | امتیازها | برد     | باخت    | برد  | باخت | نسبت  | برد      | باخت     | نسبت     |
| ---- | ------- | -------- | ------- | ------- | ---- | ---- | ----- | -------- | -------- | -------- |
| ۷    | آلمان   | ۱۰       | ۵       | ۰       | ۱۵   | ۰    | MAX   | ۰        | ۰        | MAX      |
| ۸    | تونس    | ۹        | ۴       | ۱       | ۱۲   | ۷    | ۱٫۷۱۴ | ۰        | ۰        | MAX      |
| ۹    | الجزایر | ۸        | ۳       | ۲       | ۱۱   | ۱۰   | ۱٫۱۰۰ | ۰        | ۰        | MAX      |
| ۱۰   | مکزیک   | ۷        | ۲       | ۳       | ۹    | ۱۱   | ۰٫۸۱۸ | ۰        | ۰        | MAX      |
| ۱۱   | ایران   | ۶        | ۱       | ۴       | ۵    | ۱۴   | ۰٫۳۵۷ | ۰        | ۰        | MAX      |
| ۱۲   | شیلی    | ۵        | ۰       | ۵       | ۵    | ۱۵   | ۰٫۳۳۳ | ۰        | ۰        | MAX      |

### مسابقات برای مکان‌های ۱–۶
- میزبان:  توکیو، ژاپن

|  | واجد شرایط برای المپیک تابستانی ۱۹۹۲ |

|      |                     |          | مسابقات | مسابقات | ست‌ها | ست‌ها | ست‌ها  | امتیازها | امتیازها | امتیازها |
| رتبه | تیم                 | امتیازها | برد     | باخت    | برد  | باخت | نسبت  | برد      | باخت     | نسبت     |
| ---- | ------------------- | -------- | ------- | ------- | ---- | ---- | ----- | -------- | -------- | -------- |
| ۱    | اتحاد جماهیر شوروی  | ۹        | ۴       | ۱       | ۱۳   | ۴    | ۳٫۲۵۰ | ۲۴۲      | ۱۸۹      | ۱٫۲۸۰    |
| ۲    | کوبا                | ۹        | ۴       | ۱       | ۱۲   | ۴    | ۳٫۰۰۰ | ۲۲۴      | ۱۵۰      | ۱٫۴۹۳    |
| ۳    | ایالات متحده آمریکا | ۹        | ۴       | ۱       | ۱۲   | ۹    | ۱٫۳۳۳ | ۲۸۱      | ۲۵۰      | ۱٫۱۲۴    |
| ۴    | ژاپن                | ۶        | ۱       | ۴       | ۷    | ۱۳   | ۰٫۵۳۸ | ۲۲۹      | ۲۷۳      | ۰٫۸۳۹    |
| ۵    | کرهٔ جنوبی           | ۶        | ۱       | ۴       | ۷    | ۱۴   | ۰٫۵۰۰ | ۲۳۲      | ۲۸۵      | ۰٫۸۱۴    |
| ۶    | برزیل               | ۶        | ۱       | ۴       | ۷    | ۱۴   | ۰٫۵۰۰ | ۲۲۹      | ۲۹۰      | ۰٫۷۹۰    |

| ۲۹. نوامبر | ایالات متحده آمریکا | کره جنوبی           | ۳:۱ |
|            | اتحاد جماهیر شوروی  | برزیل               | ۳:۱ |
|            | کوبا                | ژاپن                | ۳:۰ |
| ۳۰. نوامبر | اتحاد جماهیر شوروی  | کوبا                | ۳:۰ |
|            | ایالات متحده آمریکا | برزیل               | ۳:۲ |
|            | کره جنوبی           | ژاپن                | ۳:۲ |
| ۱. دسامبر  | اتحاد جماهیر شوروی  | کره جنوبی           | ۳:۰ |
|            | کوبا                | ایالات متحده آمریکا | ۳:۰ |
|            | ژاپن                | برزیل               | ۳:۱ |

| ۲۹. نوامبر | الجزایر | مکزیک   | ۳:۲ |
|            | تونس    | ایران   | ۳:۱ |
|            | آلمان   | شیلی    | ۳:۰ |
| ۳۰. نوامبر | آلمان   | مکزیک   | ۳:۰ |
|            | تونس    | الجزایر | ۳:۲ |
|            | ایران   | شیلی    | ۳:۲ |
| ۱. دسامبر  | مکزیک   | ایران   | ۳:۱ |
|            | آلمان   | تونس    | ۳:۰ |
|            | الجزایر | شیلی    | ۳:۲ |

## رده‌بندی نهایی
| رتبه | تیم                 |
| ---- | ------------------- |
| 1    | اتحاد جماهیر شوروی  |
| 2    | کوبا                |
| 3    | ایالات متحده آمریکا |
| ۴    | ژاپن                |
| ۵    | کرهٔ جنوبی           |
| ۶    | برزیل               |
| ۷    | آلمان               |
| ۸    | تونس                |
| ۹    | الجزایر             |
| ۱۰   | مکزیک               |
| ۱۱   | ایران               |
| ۱۲   | شیلی                |

| قهرمان جام جهانی ۱۹۹۱                |
| ------------------------------------ |
| · اتحاد جماهیر شوروی · چهارمین عنوان |

| فهرست ۱۰ نفره |
| Evgeni Krasilnikov, دیمیتری فومین، Oleg Shatunov, روسلان اولیخور، Aleksandr Shadchin, Konstantin Ushakov, Yuri Koroviansky, یوری چردنیک، Sergey Kukartsev, Sergey Gorbunov |
| سرمربی: |
| Viacheslav Platonov |

## جوایز
| - باارزش‌ترین بازیکن دیمیتری فومین - بهترین اسپک زننده دیمیتری فومین - بهترین دفاع کننده میانی برایان ایوی | - بهترین سرویس زننده رائول دیه‌گو - بهترین پاسور شین یونگ-چول - بهترین دریافت کننده نوح جین-سو - بهترین توپ گیرنده یوالدو آکوستا |